# Мумия (фильм, 1932)
«Мумия» (англ. The Mummy) — художественный фильм режиссёра Карла Фройнда, снятый в 1932 году. Сценарий к фильму был написан Джоном Л. Балдерстоном на основе повести Нины Уилкокс Патнем и Ричарда Шайера. Является первым фильмом о мумии в линейке фильмов ужасов студии Universal. Главные роли исполнили Борис Карлофф, Зита Йоханн и Эдвард Ван Слоун.
Фильм рассказывает о мумиифицированном Имхотепе, которого обнаружила команда археологов и случайно вернула к жизни, прочитав заклинания на древнем свитке. Имхотеп переодевается в современную одежду и ищет свою возлюбленную, которая, по его мнению, переродилась в теле современной женщины.

## Сюжет
В 1921 году археологическая экспедиция Британского музея под руководством сэра Джозефа Уэмпла (Артур Байрон) обнаруживает в Египте саркофаг с мумией жреца Имхотепа и закрытый ящик, на котором написано предупреждение о проклятии тому, кто откроет его. Каирский врач и мистик доктор Мюллер (Эдвард Ван Слоун) уговаривает Уэмпла не идти против древней магии. Ральф (Брэмвэлл Флетчер), молодой ассистент Уэмпла, вскрывает ящик и успевает переписать первые фразы древнего папируса Тота, которым, по преданию, Исида оживила Осириса. Прочтения даже части текста оказывается достаточно, чтобы Имхотеп ожил, похитил папирус и сбежал. Проклятие сбывается — увидев ожившую мумию, Ральф сходит с ума.
В 1932 году другая экспедиция Британского Музея, участником которой является Фрэнк, сын Джозефа Уэмпла (Дэвид Мэннерс), получает от местного богатого историка-любителя Ардет-Бея (Борис Карлофф) указание на место, где может быть найдена гробница принцессы Анхесенамон. Гробница действительно найдена, она запечатана магической печатью Семи Шакалов и не разграблена. Археологи с триумфом передают найденные сокровища и мумию принцессы в Каирский Музей, где открывается специальная экспозиция.
После закрытия музея возле витрины с телом Анхесенамон остаётся Ардет-Бей (на самом деле он — оживший Имхотеп), который разворачивает папирус Тота и начинает «звать душу» принцессы. На этот зов откликается Хелен Гровенор (Зита Йоханн), дочь губернатора Судана и египтянки из древнего рода. Она входит в транс и, покинув великосветский бал, едет на такси к Каирскому Музею. В это время охранник музея обнаруживает Ардет-Бея возле мумии, пытается вызвать подмогу, но умирает, успев лишь вырвать у Ардет-Бея папирус. Поднята тревога; Ардет-Бей исчезает, а папирус Тота попадает в руки к Джозефу Уэмплу.
Хелен под действием заклинания приезжает к музею, однако двери заперты, и Хелен тут же на крыльце лишается чувств. Фрэнк, его отец и доктор Мюллер отвозят её в дом к Уэмплам. Оставаясь без сознания, Хелен произносит несколько фраз на древнеегипетском, называя имена Имхотепа и Анхесенамон. Джозеф Уэмпл и доктор Мюллер заключают, что она одержима древним заклятием, связывают это с находкой папируса и догадываются, что именно произошло с мумией Имхотепа десять лет назад.
Хелен приходит в себя и они с Фрэнком мгновенно влюбляются друг в друга. Однако вскоре в доме появляется Ардет-Бей, который узнает в Хелен новое воплощение Анхесенамон и пытается завладеть её сознанием. Его попытку пресекают Джозеф Уэмпл и доктор Мюллер. Ардет-Бей вынужден уйти. Доктор Мюллер даёт Фрэнку, за жизнь которого он особенно беспокоится, древний талисман Изиды, оберегающий от злого колдовства. Хелен, которая обессилена борьбой с чарами Ардет-Бея, вынуждена остаться в доме Уэмплов.
Профессор Уэмпл пытается сжечь папирус Тота, но заклинание Ардет-Бея убивает его. Папирус Тота снова оказывается у Ардет-Бея, который призывает к себе Хелен и показывает ей в магическом зеркале историю об Имхотепе и Анхесенамон. Хелен возвращается домой — Ардет-Бею нужно время, чтобы подготовить обряд переноса души Анхесенамон в тело Хелен. Вскоре он снова начинает призывать девушку к себе — на этот раз для того, чтобы совершить обряд. Фрэнк сначала пытается удержать Хелен, но доктор Мюллер уговаривает его отпустить её, чтобы узнать, где находится Имхотеп и застать его врасплох.
Заклинание Имхотепа едва не убивает Фрэнка, но тот успевает защититься амулетом и всего лишь теряет сознание. Хелен одна уходит к Ардет-Бею; тот пробуждает в ней душу Анхесенамон, ведёт в музей и убеждает добровольно принять ритуальную смерть на алтаре, чтобы он мог с помощью папируса Тота вернуть её к жизни в бессмертном теле — сделать ожившей мумией, такой же, как и он сам. Для того, чтобы «освободить душу» Анхесенамон, он сжигает мумию своей возлюбленной. Хелен не хочет умирать, однако обратного пути у Имхотепа уже нет. Для того, чтобы вернуть Анхесенамон, он должен убить Хелен, и он готов сделать это во что бы то ни стало.
В этот момент в Музей врываются Фрэнк Уэмпл и доктор Мюллер. Имхотеп пытается одолеть их, однако амулет оберегает англичан от его заклинаний. Хелен-Анхесенамон взывает к древней магии Египта и обращает на Имхотепа гнев Старых Богов. Статуя Исиды поднимает жезл. Проклятый папирус пылает на алтаре. Имхотеп умирает.

## Команда
| - Борис Карлофф — Имхотеп / Ардет-Бей - Цита Йохан — Хелен Гросвенор / принцесса Анхесенамон - Дэвид Мэннерс — Фрэнк Уэмпл - Артур Байрон — сэр Джозеф Уэмпл - Эдвард Ван Слоун — доктор Мюллер - Брэмуэлл Флетчер — Ральф Нортон - Ноубл Джонсон — нубиец - Джеймс Крэйн — фараон - Кэтрин Байрон — Фрау Мюллер - Леонард Мьюди — профессор Пирсон - Генри Виктор — саксонский воин (удаленная сцена) - Арнольд Грэй — рыцарь (удаленная сцена) - Флоренс Бриттон — медсестра (в титрах не указана) - Джейкоб Данс — гость на вечеринке (в титрах не указан) - Джек Дири — гость на вечеринке (в титрах не указан) - Билл Эллиотт — гость на вечеринке (в титрах не указан) - Ч. Монтегю Шоу — Джентльмен #1, на встрече в Каире (в титрах не указан) - Лейланд Ходжсон — Джентльмен #2, на встрече в Каире (в титрах не указан) - Эдди Кэйн — помощник инспектора (в титрах не указан) - Тони Марлоу — полицейский инспектор (в титрах не указан) - Пэт Сомерсет — партнер Хелен во время танца (в титрах не указан) - Артур Тови — нубиец (в титрах не указан) - Режиссёр — Карл Фройнд - Продюсер — Карл Леммле-младший - Ассоциированный продюсер — Стэнли Бержерман - Сценарист — Джон Л. Балдерстон - Авторы оригинального рассказа — Нина Уилкокс Патнэм и Ричард Шайер - Оператор — Чарльз Дж. Стумар - Композитор — Джеймс Дитрих - Художник — Вилли Погани - Художник по костюмам — Вера Уэст - Монтажер — Милтон Кэррат |

## Производство

### Подготовка
4 ноября 1922 года британским археологом Говардом Картером и археологом-любителем лордом Джорджем Карнарвоном была обнаружена гробница Тутанхамона. Открытие гробницы стало одним из крупнейших событий в истории египтологии и мировой археологии. А скоропостижная смерть лорда Карнарвона способствовала распространению легенды о «проклятии фараонов». Продюсер Карл Леммле-младший, на которого «проклятие фараонов» произвело большое впечатление, дал поручение сценаристу Ричарду Шайеру найти роман, который послужил бы основой для серии фильмов ужасов на египетскую тематику, как это уже было с «Дракулой» и «Франкенштейном». Шайер не смог найти ни одного романа для адаптации, хотя финальный сюжет фильма отдаленно напоминает рассказ Артура Конан Дойла «Перстень Тота» 1890 года. Шайер и писатель Нина Уилкокс Патнэм ранее узнали о знаменитом мистике и авантюристе Алессандро Калиостро и написали девятистраничный текст под названием «Калиостро» («Cagliostro»). Их история происходила в Сан-Франциско и рассказывала о 3000-летнем маге, который поддерживал жизнь благодаря специальным нитратам. Леммле-младший был доволен этим наброском и потому нанял Джона Л. Балдерстона для переработки его в сценарий. Балдерстон уже работал над сценариями «Дракулы» и «Франкештейна», а также освещал открытие гробницы Тутанхамона для газеты New York World, когда ещё был журналистом, поэтому он был прекрасно осведомлен о раскопках знаменитой гробницы. Балдерстон перенес историю в Египет и переименовал фильм. Главному персонажу дал имя Имхотеп в честь древнеегипетского архитектора, мудреца, и астролога. Джон Л. Балдерстон также изменил историю, он ушёл от мести всем женщинам, которые были похожи на бывшую любовницу главного героя, на историю, в которой главный герой полон решимости возродить свою старую любовь, в теле похожей на неё девушки, при помощи заклинания Свитка Тота.

## Создание
Фильм был снят в штате Калифорния. Съемки проходили в пустыне Мохаве, которая занимает большую часть Южной Калифорнии, в Государственном парке Red Rock Canyon и павильонах студии Universal.
Фильм стал режиссёрским дебютом Карла Фройнда, оператора, который работал с камерой на съемках в том числе таких немецких фильмов, как «Голем» и «Метрополис», а после переезда в США — «На западном фронте без перемен» и «Дракула».
Грим для роли Имхотепа разрабатывал Джек Пирс. Тщательное наложение грима для съемок крупных планов занимало у него и Бориса Карлоффа до восьми часов в день.
Эпизод воспоминаний Имхотепа о событиях древности намеренно снят в манере немого кино — без реплик, с характерной выразительной жестикуляцией и мимикой персонажей и даже слегка изменённой скоростью съемки. В первоначальном варианте фильма был большой эпизод, показывавший цепочку реинкарнаций Анхесенамон в разные эпохи истории. Этот материал был целиком удален из прокатной версии фильма по требованию цензуры и считается утраченным. Единственным остатком этого эпизода является упоминание в титрах так и не появляющегося на экране Генри Виктора в роли «саксонского воина».
Некоторые ситуации и мизансцены фильма почти точно имитируют ситуации и мизансцены фильма «Дракула» — первого сверхпопулярного звукового фильма ужасов студии Universal.

## Продолжения и ремейки
В 1940-х годах были сделаны несколько прямых и косвенных продолжений и ремейков этого фильма:
- «Рука мумии» (англ. The Mummy’s Hand, 1940)
- «Гробница мумии» (англ. The Mummy’s Tomb, 1942)
- «Призрак мумии» (англ. The Mummy’s Ghost, 1944)
- «Проклятие мумии» (англ. The Mummy’s Curse, 1944)
- Поставленный Теренсом Фишером британский ремейк «Мумия», на русском выходил также под названием «Проклятие фараонов») по сюжету гораздо ближе к сиквелу «Рука мумии», чем к оригинальному фильму.
- Фильм Стивена Соммерса «Мумия» достаточно верен сюжетной идее исходного фильма, хотя по событийному ряду и интонации ушёл от него очень далеко.
- На апрель 2026 года намечена премьера фильма «Мумия» с Джеком Рейнором и Лаией Костой в главных ролях. При этом, его верность сюжету исходного фильма и прочие детали пока неизвестны[8].